# Johann Philipp Roth
Johann Philipp Roth (* 13. Novemberjul. / 24. November 1754greg. in Pärnu; † 13. Junijul. / 25. Juni 1818greg. in Kanepi) war einer der ersten deutschbaltischen Literaten und Volkspädagogen.

## Ausbildung
Johann Philipp Roth wurde in Livland geboren. Als 14-Jähriger ging er zur Schulausbildung nach Deutschland und studierte anschließend in Halle und Königsberg Theologie.

## Propst
Von 1780 bis zu seinem Tod war Johann Philipp Roth Pfarrer im Kirchspiel Kanepi. 1798 wurde er zum Propst des livländischen Võrumaa ernannt. Ab 1803 war er als Propst von Tartu-Võru für 17 Kirchspiele zuständig.

## Wirken
In seiner Arbeit verschrieb sich Roth der besseren Bildung der bäuerlichen estnischen Landbevölkerung. Für die damalige Zeit ein revolutionärer Vorgang. 1802 war er Mitbegründer des Lehrerkonvents von Võrumaa, einer Bibliothek sowie eines Leserings. Im selben Jahr gab er ein Gesangbuch in südestnischer Sprache (Võro) heraus, im Folgejahr ein Handbuch der Bauernsprache.
1804 gründete Roth die Kirchspielschule für Knaben in Kanepi, die die erste ihrer Art im heutigen Estland war. Die modernen Lehrpläne wurden in enger Zusammenarbeit mit der 1802 wiedergegründeten Universität Tartu erstellt. Im Dezember 1811 gründete Roth auf eigene Kosten eine ähnliche Schule für Mädchen aus ärmeren wirtschaftlichen Verhältnissen.
1804 ließ Roth das livländische Bauerngesetzbuch in die südestnische Volkssprache übersetzen. Die Bauern sollten sich aus eigener Lektüre auf die Rechte berufen können, die ihnen der russische Zar Alexander I. gesetzlich verbrieft hatte.

## Tarto maa rahva Näddali-Leht
1806 rief Roth die Wochenzeitung Tarto maa rahva Näddali-Leht ins Leben. Sie war ebenfalls in der südestnischen Võro-Sprache verfasst und wahrscheinlich die erste Zeitung in südestnischer Sprache überhaupt. Eng arbeitete er dabei mit dem späteren Lektor für Finnisch und Estnisch an der Universität Tartu, Georg Philip von Roth (1783–1817), und mit seinem Schwager, dem Pfarrer von Põlva Gustav Adolph Oldekop, zusammen. Allerdings war das Erscheinen der Zeitung von kurzer Dauer: nach 39 (oder 43) Nummern wurde das Blatt im Dezember 1806 von den russischen Behörden verboten. Die Zeitung war dennoch prägend für die Ausbildung des Südestnischen als Schriftsprache, die Hebung des Bildungsstands der einheimischen Bevölkerung und die Steigerung des Selbstbewusstseins der Bauern.
Auf Initiative Roths wurden 1810 den noch unter Leibeigenschaft stehenden livländischen Bauern erbliche Beinamen (Familiennamen) verliehen. Roth ließ sich dabei besonders von Begriffen aus der Natur inspirieren.

## Privatleben
Johann Philipp Roth war mit der Tochter des Pastors von Kursi, Beate Catharine Seefels († 1818), verheiratet. Das Paar hatte fünf Söhne und sieben Töchter. Johann Philipp Roth, der wie alle gebildeten Estländer der Zeit deutscher Muttersprachler war, achtete darauf, dass seine Kinder perfekt die Võro-Sprache beherrschten.